# Anastasia af Mecklenburg-Schwerin
Hertuginde Anastasia til Mecklenburg (Anastasia Alexandrine Cecilie Marie-Louise Wilhelmine; 11. november 1923 - 1979) var en tysk prinsesse, der gennem sit ægteskab blev prinsesse af Slesvig-Holsten-Sønderborg-Glücksborg. Hun var det yngste barn af den sidste storhertug af Mecklenburg-Schwerin, Frederik Frans 4., og blev gift med prins Frederik Ferdinand af Slesvig-Holsten-Sønderborg-Glücksborg i 1943.

## Biografi
Anastasia blev født den 11. november 1923 i Gelbensande nær Ribnitz i Mecklenburg. Hun var det femte og yngste barn af den tidligere storhertug Frederik Frans 4. af Mecklenburg-Schwerin, der havde hersket over det store hertugdømme i Nordtyskland, indtil monarkierne blev afskaffet i Tyskland ved Novemberrevolutionen i 1918 i forbindelse med afslutningen på 1. verdenskrig. Hendes mor var den tysk-danske prinsesse Alexandra af Hannover, som var barnebarn af Kong Christian 9. af Danmark.
Anastasia giftede sig den 1. september 1943 i Wiligrad med sin mors halvfætter prins Frederik Ferdinand af Slesvig-Holsten-Sønderborg-Glücksborg, der var søn af prins Albrecht af Slesvig-Holsten-Sønderborg-Glücksborg og grevinde Ortrud af Ysenburg og Büddingen. I ægteskabet blev der født fire døtre.
Prinsesse Anastasia døde den 25. januar 1979 i Hamborg i Vesttyskland. Prins Frederik Ferdinand overlevede sin hustru med ti år og døde den 31. maj 1989 på Glücksborg Slot.